# Nachtigall-Grashüpfer

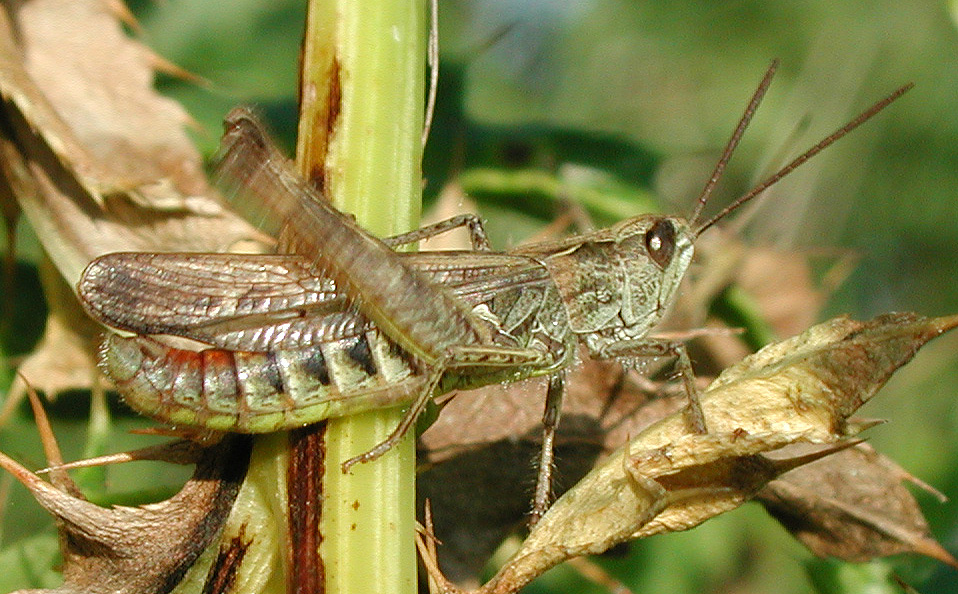
Singendes Männchen

Der Nachtigall-Grashüpfer (Chorthippus biguttulus) ist eine Kurzfühlerschrecke aus der Familie der Feldheuschrecken (Acrididae) und gehört zur Unterfamilie der Grashüpfer (Gomphocerinae). Sie ist in Deutschland weit verbreitet.

## Beschreibung
Beide Geschlechter sind oberseits im Wesentlichen grau-bräunlich, jedoch etwas variabel gefleckt gefärbt. Es soll aber auch rötliche und grünliche Farbvarianten geben. Die Unterseite ist heller und die Seiten des Abdomens erscheinen meist senkrecht schwarz-hell gestreift. Die Abdomenspitze ist bei Männchen und Weibchen oft oberseits rot gefärbt. Die Weibchen sind mit ca. 20–25 mm Länge deutlich größer als die Männchen. Im Feld ist die Art nur an der Lautäußerung der Männchen sicher von mehreren äußerlich sehr ähnlichen Arten der Gattung Chorthippus (insb. C. brunneus, C. mollis) sicher zu unterscheiden, mit denen sie auch die gleichen Lebensräume teilt. Der Gesang besteht aus in der Lautstärke anschwellenden Strophen von zwei bis drei Sekunden Dauer. Das Geräusch besteht aus anfänglich langsameren, später schneller werdenden eher tickenden Lauten und einem schwirrenden Laut, der lauter wird und am Ende überwiegt. Der Gesang ist für Menschen etwa 10 m weit hörbar und eindeutig zu erkennen. Von der sehr ähnlichen Art Chorthippus eisentrauti ist Chorthippus biguttulus sowohl optisch als auch akustisch nur sehr schwer zu unterscheiden.
- Stridulierender Nachtigall-Grashüpfer

Männchen, die von direkt neben einer Autobahn liegenden Habitaten gesammelt und unter leisen Bedingungen im Labor aufgenommen werden, produzieren im Vergleich zu Artgenossen, die aus ruhigen Habitaten stammen, Signale mit einem höher gelegenen Amplitudenmaximum im niederfrequenten Bereich.

## Lebensraum
Die Art bevorzugt trocken-warme Standorte mit sandigem Untergrund und offenen Bodenstellen, auch Wegränder, Kahlschläge und Brachen. Auch etwas feuchtere Standorte werden angenommen.

## Lebensweise
Die Art ernährt sich von Gräsern. Die Weibchen des Nachtigall-Grashüpfers legen die Eier in den Boden.

## Verbreitung
Die Art ist in ganz Deutschland häufig. Sie ist euro-asiatisch verbreitet und nicht gefährdet.